# Opius crescentensis
Opius crescentensis är en stekelart som beskrevs av Fischer 1965. Opius crescentensis ingår i släktet Opius och familjen bracksteklar. Inga underarter finns listade i Catalogue of Life.